# 강호순
강호순(姜浩順, 1969년 10월 10일 ~ )은 대한민국의 연쇄 살인범으로 2005년 10월부터 2008년 12월까지 10명을 살해하였다.
경기도 수원, 안산, 용인, 평택, 화성, 의왕, 시흥, 오산, 안양, 군포 지역에서 여성을 연쇄적으로 납치하여 살해했다.
2009년 1월 25일에 2008년 12월 19일 경기도 군포시에서 실종된 여자 대학생을 살해한 혐의로 경찰에 붙잡혔다. 이후 추가 수사에서 2006년 9월 7일부터 2008년 12월 19일까지 경기도 서남부 일대에서 여성 7명이 연쇄적으로 실종된 사건의 유력한 용의자로 지목됐다. 처음에는 연쇄 살인을 부인하다 경찰이 증거를 제시하자 군포 여대생을 포함해 7명을 살해했다고 털어놓았다.
강호순이 살해했다고 밝힌 부녀자는 노래방 도우미 3명, 회사원 1명, 주부 1명, 여대생 2명이었다. 2009년 2월 17일에는 2006년 9월 7일 강원도 정선군에서 당시 정선군청에서 근무하던 여성 공무원 윤 모씨(당시 23세)를 살해했다고 자백했다. 한편 강호순은 2005년 10월 30일 경기도 안산시 상록구 본오동 장모 집에 불을 질러 자신의 장모와 처를 살해한 혐의에 대해서도 유죄판정을 받았다.
호감형 외모와 차량을 이용해 여성을 납치, 강간살해한 점에서 미국의 테드 번디와 범행수법과 행동양태가 매우 비슷했다.

## 생애
강호순은 1969년 10월 10일 충청남도 서천군 시초면 시골마을에서 태어났다. 5남매 중 셋째다. 당시엔 출생신고를 늦게 하는 일이 비일비재하였고, 강호순 역시 출생신고가 늦어져 주민등록 상으론 1970년 3월 1일생이다. 서천에서 초·중등학교를 다닌 뒤, 1989년 충청남도 부여군의 모 농업고등학교를 졸업했다. 강의 고교 생활기록부에는 "용모가 단정하고 성실하다"고 적혀 있었다. 학업 성적은 중상위권이었다. 부사관으로 군에 입대했던 그는 휴가 기간에 소를 훔치다 붙잡혀 불명예 제대했다.
강호순은 1992년부터 2005년까지 결혼 네 번을 해서 아들 셋이 있다. 22살 때 결혼한 첫째 부인과의 사이에 16살과 14살 난 두 아들을 얻었고, 두 번째 부인이 낳은 막내(8살)가 있다.
1998년경 첫째 부인과 헤어진 강호순은 두 아들을 데리고 화성시 비봉면 양노2리로 이사왔다. 1년 뒤에는 둘째 부인과 재혼하였으며, 2년여를 더 살다가 둘째 부인이 임신할 무렵 다른 곳으로 이사를 떠났다. 그가 살던 곳은 첫번째 살해 피해자가 암매장된 곳에서 2km가량 떨어진 곳이다.
2005년 10월 30일에는 자신의 집에 화재가 나 네 번째 부인과 장모가 숨졌다. 당시 경찰은 3일간의 수사 끝에 단순화재로 결론냈다. 그러나 유가족의 재수사 의뢰로 6개월간 재수사를 하였지만, 특별히 새로운 사실을 밝히지 못하고 수사를 종결하였다. 2009년의 수사본부는 이 사건 역시 강호순의 방화사건일 가능성이 있다고 보고, 원점에서 재수사하기로 결정하였다. 또한 일부 언론들도 사건 당시 강호순의 행동에 의심점이 많음을 지적하고 있다.

## 수사
강호순 본인은 이 사건이 자신과 무관하다고 주장하는 한편, 네 번째 부인과 장모의 사망으로 연쇄 살인을 결심하게 되었다고 밝혔다. 검찰은 2009년 2월 22일 강호순이 보험금을 노리고 장모 집에 불을 질러 장모와 부인을 살해한 혐의(=방화 살인 혐의)를 추가로 확인했다고 밝혔지만 강호순은 계속 혐의를 부인했다.
한편, 2008년 11월 충청북도 옥천군에서도 이와 비슷한 범죄가 벌어지기도 하였다. 연쇄 살인범 김종무(당시 43세)는 2006년 6월 10일 새벽 1시에 재산을 빼앗을 목적으로 옥천군 옥천읍 자신의 집에 불을 질러 아버지(당시 85세)와 어머니(당시 75세)를 불태워 살해하고, 2년 뒤인 2008년 11월 27일 낭비벽이 심하다는 이유로 아내(당시 35세)를 흉기로 무참히 찔러 살해한 뒤 이를 목격한 두살배기 딸의 목을 꺾어 살해한 혐의로 구속기소돼 2009년 4월 8일 청주지법 영동지원으로부터 사형을 선고받았다. 그러나 9월 17일 무기징역으로 감형되었다.

### 얼굴 공개 논란
1월 31일 조선일보 와 중앙일보는 지면과 인터넷 홈페이지를 통해 강호순의 얼굴을 전격 공개하였다. 강호순은 취재 카메라 등에 직접 노출될 시 극도로 자신의 얼굴을 가리는 행동을 취하였다. 경찰은 국가인권위원회의 권고사항을 존중하여 기자들에게 공개될 때나 현장검증 당시 강호순의 얼굴을 공개하지 않고 있다. 이후 경찰은 법 개정을 통해 흉악범의 얼굴을 공개하는 법안을 추진하기로 하였다.
이후 조선일보, 중앙일보는 강호순의 얼굴 공개에 대해 공익을 위한 적절한 조치였다고 주장하고 있다. 조선일보의 경우 2월 2일 만평을 통해 인권위가 피의자의 인권침해를 우려하는 것을 비꼬는 만평을 실었다. 이에 대해 인권위 관계자는 "일반적인 범죄 피의자의 인권이 보호돼야 한다는 취지의 결정은 여러 차례 했지만 이번처럼 흉악범의 경우 얼굴을 공개하지 말아야 하는지에 대해서는 결정한 적이 없다"고 해명했다.

## 재판

### 제1심
강호순은 재판 과정에서도 7명에 대한 살인은 인정했지만, 2005년 10월 30일 장모집에 불을 질러 장모와 넷째 부인을 살해했다는 혐의는 강력하게 부인했다. 수원지검 안산지청 검사 한승헌은 2009년 4월 8일 결심공판에서 강호순에게 살인, 현주건조물 방화치사, 존속살해죄 등을 적용해 사형을 구형했다. 이후 2009년 4월 22일 열린 선고 공판에서 수원지법 안산지원 재판부는 부녀자 10명을 살해 한 혐의로 기소된 강호순에게 사형을 선고했다. 2005년 장모 와 전처 존속살인 방화 사건 과, 2006년 강원도 정선군청 윤모양을 살인 추가 자백을 하고 범행사실 인정과 범행동기를 비추어 보자면 반사회성 범죄에 해당하여, 사회로부터 영원히 격리 할 필요가 있다며 사형을 선고했다. 강호순은 1심에 불복하여 항소장을 냈다.

### 항소심
서울고등법원 형사3부(부장판사 이성호)는 2009년 7월 23일 강호순에 대해 살인·현주건조물 방화치사·존속살해·성폭력범죄처벌법 위반 및 특정범죄가중처벌법 등의 혐의를 적용해 항소를 기각하고 사형을 선고했다. 재판부 인 서울고법 형사3부는 강씨가 부인하고있는 장모와 아내에 대한 방화살인 혐의에 대해서는 유죄로 판단하였다. 강호순은 자신의 생명만큼 다른 사람의 생명도 소중하다는 사실을 깨닫지 못한채 10명의 생명을 빼앗았고, 자신이 검거된 이유에 대해 운이 없기 때문이라고 생각하는 등 재범의 위험성이 큰 만큼 사회로부터 영원히 격리 시켜야 한다는 것, 이 범행으로 대다수 국민이 큰 충격을 받았고 사회불안과 불신 풍조를 야기했다는 것, 사회적 해악이 큰 만큼 극형선고가 불가피하다는 것으로 판결이유를 설명했다. 상고 포기서를 제출하여 사형이 확정되었다.

## 복역중 강호순의 생활
강호순은 경찰에 체포된 이후에도, 심지어는 사형이 확정된 이후에조차 반성의 기미가 아예 없었다. 오히려 태연한 모습을 보이고 있다.
오히려 같이 수감된 동료 재소자들을 노예와 다름없이 부려먹으며, 왕처럼 생활함으로 인하여 담당 형사와 해당 교도소의 교도관들을 놀라게 했다.

## 같이 보기
- 사이코패스
- 유영철
- 김대두
- 정남규 (범죄인)
- 정두영
- 정성현 (범죄인)
- 김해선
- 이영학

## 강호순을 모티브로 한 작품
- 2021년 tvN 알쓸범잡 ep.7로 방영했다.
- 2021년 KBS 표리부동 ep.1 " 대한민국 마지막 연쇄살인마 " 로 방영했다.
- 2022년 SBS드라마 악의 마음을 읽는 자들 에피소드로 나왔다. (배우: 나철)

- 2022년 채널A 블랙 : 악마를 보았다 ep.13로 방영했다.
- 2023년 KBS 스모킹건 ep.22 " 제 차에 타실래요? " 로 방영했다.
- 2025년 SBS 꼬리에 꼬리를 무는 그날 이야기 < 특집 : 더 리얼 II > ep.182 " 10+2=연쇄살인마 강호순 " 으로 방영했다.